# Aulacorhynchus
Aulacorhynchus este un gen de păsări piciforme aparținând familiei Ramphastidae, care include un număr de tucani mici. Acestea sunt originare din Mexic și din America Centrală și de Sud. Toate se găsesc în păduri și zone împădurite umede din zonele muntoase, dar câteva sunt prezente și în zonele joase adiacente. Sunt tucani relativ mici, cu o lungime de 30-44 centimetri, cu un penaj colorat, în principal verde. De obicei sunt văzuți în perechi sau în grupuri mici, iar uneori urmează stoluri de specii mixte.

## Taxonomie și sistematică
O revizuire majoră a taxonomiei în 1974 a avut ca rezultat 6 specii în genul Aulacorhynchus, și aceasta a fost adoptată de aproape toate autoritățile ulterioare.
În 2001, s-a sugerat că Aulacorhynchus prasinus, așa cum a fost definită în mod tradițional, este un complex de specii care ar trebui divizat în 7 specii diferite, pe baza dovezilor morfologice preliminare.
În prezent, există o lipsă considerabilă de consens care să susțină cea mai recentă taxonomie a IOC a lui Aulacorhynchus în unsprezece specii. Mai multe autorități încă susțin că genul Aulacorhynchus are doar 7 specii și tratează restul ca subspecii. Societatea Ornitologică Americană a solicitat studii genetice suplimentare ale acestui gen.

### Specii
Comitetul Ornitologic Internațional consideră că genul Aulacorhynchus conține unsprezece specii:
- Aulacorhynchus prasinus
- Aulacorhynchus caeruleogularis
- Aulacorhynchus albivitta
- Aulacorhynchus atrogularis
- Aulacorhynchus sulcatus
- Aulacorhynchus derbianus
- Aulacorhynchus whitelianus
- Aulacorhynchus haematopygus
- Aulacorhynchus huallagae
- Aulacorhynchus coeruleicinctis
- Aulacorhynchus wagleri